# IC 5203
IC 5203 — галактика типу SBc () у сузір'ї Тукан.
Цей об'єкт міститься в оригінальній редакції індексного каталогу.